# Coccotrypes
Coccotrypes är ett släkte av skalbaggar som beskrevs av Eischoff 1878. Coccotrypes ingår i familjen vivlar.

## Bildgalleri

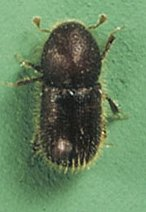
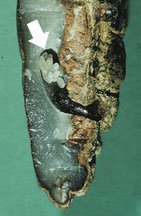
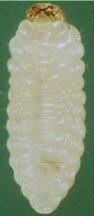

## Dottertaxa tillCoccotrypes, i alfabetisk ordning[1][2]
- Coccotrypes abruptulus
- Coccotrypes abruptus
- Coccotrypes aciculatus
- Coccotrypes advena
- Coccotrypes alternatus
- Coccotrypes amplipunctatus
- Coccotrypes anonae
- Coccotrypes apicatus
- Coccotrypes areccae
- Coccotrypes asper
- Coccotrypes aspericollis
- Coccotrypes babai
- Coccotrypes bakeri
- Coccotrypes barbatus
- Coccotrypes bassiavorus
- Coccotrypes bicolor
- Coccotrypes birmanus
- Coccotrypes borassi
- Coccotrypes borneensis
- Coccotrypes brevipilosus
- Coccotrypes brevis
- Coccotrypes brunneus
- Coccotrypes brunnipes
- Coccotrypes campnospermae
- Coccotrypes canariensis
- Coccotrypes cardamomi
- Coccotrypes carinensis
- Coccotrypes carpophagus
- Coccotrypes ceylonicus
- Coccotrypes chimbui
- Coccotrypes cinnamomi
- Coccotrypes circumdatus
- Coccotrypes collaris
- Coccotrypes confertus
- Coccotrypes confusus
- Coccotrypes congonus
- Coccotrypes corpulentus
- Coccotrypes crassiventris
- Coccotrypes creber
- Coccotrypes curtus
- Coccotrypes cylindricus
- Coccotrypes cyperi
- Coccotrypes dactyliperda
- Coccotrypes declivis
- Coccotrypes depressus
- Coccotrypes distinctus
- Coccotrypes duplopilosus
- Coccotrypes eggersi
- Coccotrypes elaeocarpi
- Coccotrypes elongatulus
- Coccotrypes elongatus
- Coccotrypes exasperatus
- Coccotrypes excavatus
- Coccotrypes fagi
- Coccotrypes fallax
- Coccotrypes fijianus
- Coccotrypes floridensis
- Coccotrypes fulgens
- Coccotrypes furvus
- Coccotrypes gedeanus
- Coccotrypes ghesquierei
- Coccotrypes grandis
- Coccotrypes graniceps
- Coccotrypes grisseopuberulus
- Coccotrypes hagedorni
- Coccotrypes hubbardi
- Coccotrypes impressostriatus
- Coccotrypes impressus
- Coccotrypes incognitus
- Coccotrypes insularis
- Coccotrypes insulindicus
- Coccotrypes integer
- Coccotrypes jacobsoni
- Coccotrypes japonicus
- Coccotrypes klapperichi
- Coccotrypes kuscheli
- Coccotrypes laboulbenei
- Coccotrypes laevicollis
- Coccotrypes laticollis
- Coccotrypes leveri
- Coccotrypes liberiensis
- Coccotrypes limbatideclivis
- Coccotrypes litoralis
- Coccotrypes longicollis
- Coccotrypes longior
- Coccotrypes luzonicus
- Coccotrypes magnus
- Coccotrypes malgasicus
- Coccotrypes marginatus
- Coccotrypes medius
- Coccotrypes minimus
- Coccotrypes minutissimus
- Coccotrypes minutus
- Coccotrypes mjoebergi
- Coccotrypes monoceros
- Coccotrypes moreirai
- Coccotrypes morokensis
- Coccotrypes myristicae
- Coccotrypes naidaijinensis
- Coccotrypes nanus
- Coccotrypes niger
- Coccotrypes nigripes
- Coccotrypes nigronitens
- Coccotrypes nitidus
- Coccotrypes norimasanus
- Coccotrypes nubilus
- Coccotrypes obscurus
- Coccotrypes obtusicollis
- Coccotrypes omissus
- Coccotrypes palmarum
- Coccotrypes papuanus
- Coccotrypes parvus
- Coccotrypes perditor
- Coccotrypes petioli
- Coccotrypes philippinensis
- Coccotrypes phoenicola
- Coccotrypes pilosulus
- Coccotrypes politus
- Coccotrypes priesneri
- Coccotrypes pterydophytae
- Coccotrypes pubescens
- Coccotrypes punctatus
- Coccotrypes punctulatus
- Coccotrypes pygmaeus
- Coccotrypes queenslandi
- Coccotrypes recticollis
- Coccotrypes regularis
- Coccotrypes rhizophorae
- Coccotrypes robustulus
- Coccotrypes robustus
- Coccotrypes rolliniae
- Coccotrypes rotundicollis
- Coccotrypes rugicollis
- Coccotrypes rutschuruensis
- Coccotrypes salakensis
- Coccotrypes sannio
- Coccotrypes sculptilis
- Coccotrypes silvestris
- Coccotrypes similis
- Coccotrypes solomonicus
- Coccotrypes sparsepilosus
- Coccotrypes sparserugosus
- Coccotrypes spinipennis
- Coccotrypes squamifer
- Coccotrypes striatulus
- Coccotrypes striatus
- Coccotrypes strigicollis
- Coccotrypes suaui
- Coccotrypes subacuminatus
- Coccotrypes subcribrosus
- Coccotrypes subcylindricus
- Coccotrypes subdepressus
- Coccotrypes sublaevis
- Coccotrypes suboblongus
- Coccotrypes subovalis
- Coccotrypes subseriatus
- Coccotrypes subsulcatus
- Coccotrypes subvulgaris
- Coccotrypes sumatranus
- Coccotrypes surinamensis
- Coccotrypes tahitensis
- Coccotrypes tanganus
- Coccotrypes tapatapaoanus
- Coccotrypes taprobanus
- Coccotrypes theae
- Coccotrypes thrinacis
- Coccotrypes trevori
- Coccotrypes tropicus
- Coccotrypes tunggali
- Coccotrypes uniseriatus
- Coccotrypes variabilis
- Coccotrypes vateriae
- Coccotrypes vulgaris